# Bernard-Claude Savy
Pour les articles homonymes, voir Savy.
 (janvier 2019).
Si vous disposez d'ouvrages ou d'articles de référence ou si vous connaissez des sites web de qualité traitant du thème abordé ici, merci de compléter l'article en donnant les références utiles à sa vérifiabilité et en les liant à la section « Notes et références ».
Bernard-Claude Savy (1er septembre 1922 à Neuilly-sur-Seine - 28 mai 1997 à Courbevoie) était un médecin, un administrateur de la Sécurité sociale et un homme politique français, député de la Nièvre de 1986 à 1988. 

## Biographie
Docteur en médecine générale (diplômé en 1948) et administrateur de la Sécurité sociale en 1962, Bernard-Claude Savy présidait depuis 1960 l'Union nationale pour l'avenir de la médecine (UNAM) . Opposé à l'interruption volontaire de grossesse, il entre en conflit avec Louis René puis Bernard Glorion, présidents successifs du Conseil national de l'Ordre des médecins, dont le Dr Savy était membre. 
En 1972, Savy crée les clubs Avenir et libertés, d'abord autonomes, puis liés statutairement au Rassemblement pour la République après l'élection de François Mitterrand à la présidence de la République. 
Résolument hostiles à la gauche, les clubs, et leur dirigeant-fondateur, entendent « organiser la résistance contre la collectivisation de notre société ». 
À partir de 1982, Bernard-Claude Savy mène à travers son journal "Profils médico-sociaux" une campagne contre Jacques ATTALI et à travers lui le gouvernement de Gauche. À partir d'un extrait d'un des livres du conseil spécial de François Mitterrand, il accuse celui-ci de vouloir "tuer les vieux" (titre du tract diffusé à des millions d'exemplaires "Faut-il tuer les vieux ?"). De nombreux médecins se positionneront contre l'euthanasie à droite à l'occasion de cette campagne qui marqua une libération de la parole de la droite conservatrice.
En 1985, Savy publie "le prix de la liberté". 
En 1986, Bernard-Claude Savy, 2d de liste, est élu député RPR-UDF dans la Nièvre après l'entrée au gouvernement d'Hervé de Charette, devenu ministre de la Fonction publique. Il siège alors au groupe RPR. Il fonde alors le premier journal de suivi des lois à l'Assemblée nationale. Il demande, à ce titre, que le remboursement de l'IVG par la Sécurité sociale, instauré en 1983, soit supprimé, et s'oppose sur ce point à la ministre de la Santé Michèle Barzach. Il fera passer un amendement, toujours en application, obligeant les employeurs publics ou privés à faire figurer le prix des cotisations sociales sur les bulletins de salaire, pour "responsabiliser les assurés" selon Savy
Bernard-Claude Savy, comme les clubs Avenir et libertés, se montre favorable à une alliance entre le Front national et la droite classique. Pierre Descaves, membre d'un club Avenir et libertés, est d'ailleurs élu député FN en mars 1986.
Savy se présente à plusieurs reprises comme le chef de file du courant de la droite conservatrice résolue à conclure une alliance entre la droite républicaine et le FN. 
Le 21 mars 1987, Jean-Marie Le Pen est invité par ces clubs, avec Alain Madelin, Charles Pasqua et Alain Juppé, représentant de Jacques Chirac. Quatre jours plus tard, le Dr Savy écrit dans Le Quotidien de Paris que, selon son opinion, les discours des chefs de la majorité parlementaire et du Front national sont « concordants sur bien des points », et qu'une alliance est souhaitable, afin d’éviter « le retour de la gauche en 1988 [qui] serait une catastrophe pour la France ». 
Dans son édition de juin 1988, Le Choc du mois, journal proche du FN, publie des entretiens accordés par cinq députés RPR, dont Bernard-Claude Savy, qui indique à cette occasion : « Je préfère gagner avec le FN que perdre seul. Cependant, comme dans un divorce, les torts sont partagés, et il faut avouer que le leader de la droite nationale tient parfois des propos excessifs. Mais il doit en être excusé. En quelque sorte, ce sont des péchés de jeunesse. Malgré son âge. »
Le Dr Savy est cependant largement battu aux élections législatives, dans la troisième circonscription de la Nièvre, n'obtenant que 37,5 % des suffrages exprimés, contre 62,5 à son adversaire socialiste. Il adhère ensuite formellement au RPR et devient membre de son conseil national. Il perd cependant à cette époque l'essentiel de son influence politique.
En 1989, il est élu conseiller municipal à Asnières et devient adjoint au maire.
Au début des années 1990, Savy mène campagne en faveur du "Patriarche", association d'aide aux toxicomanes accusée de dérives sectaires et de malversations financières. Selon certaines sources, l'intérêt soudain de Savy pour cette cause, qui ne l'avait jamais particulièrement intéressé auparavant avait une cause : le journal "Profils médioco-sociaux" dont la diffusion avait chuté était en grande difficulté financière et avait reçu un soutien du "Patriarche", qui se révéla du reste insuffisant. L'association sera par la suie dissoute et son chef, Lucien Engelmajer mourra au Belize après avoir été condamné pour détournements de fonds.
En 1991, Savy se prononce contre la réforme du Conseil de l'ordre des médecins. Il se prononce également pour une retraite à la carte « à partir de 60 ans ou plus », dénonce la gestion des caisses de sécurité sociale et demande une baisse significative des charges des entreprises. Ses relations avec l'Ordre des Médecins deviennent franchement mauvaises et il perd la possibilité d'envoyer son journal en utilisant le fichier du Conseil de l'Ordre.
En 1993, il réclame le renvoi ou la mutation de « 1 500 responsables de l'administration » (Le Quotidien de Paris, 1er juin 1993). Il est battu aux élections législatives dans la 3e circonscription du Val-de-Marne.
Savy est mort le 28 mai 1997 d'un cancer.